# Liga I 2022-23
La temporada 2022-23 fue la centésima quinta edición de la Liga I la máxima categoría del fútbol profesional en Rumania, y organizada por la Liga Profesionistă de Fotbal. La temporada comenzó el 16 de julio de 2022 y finalizó el 1 de junio de 2023. En esta temporada se introdujo el uso del árbitro asistente de video, también conocido como VAR.
CFR Cluj fue el campeón defensor tras conseguir la temporada pasada su octavo título de liga de su historia y el quinto consecutivo.
El FCV Farul Constanța dirigido por el ex seleccionado Gheorghe Hagi se proclamó campeón de la Liga rumana por segunda vez en su historia.

## Formato
Los 16 equipos participantes jugarán entre sí todos contra todos dos veces totalizando 30 partidos cada uno, al término de la fecha 30 los seis primeros clasificados pasarán a jugar la ronda por el campeonato, mientras que los otros diez pasarán a jugar la ronda por la permanencia.
Los equipos clasificados 9° y 10° de la ronda por la permanencia descenderán directamente a Liga II, mientras el 7° y 8° lugares jugarán una ronda de ascenso/descenso contra el 3° y 4° lugares de la Liga II 2022-23.

## Ascensos y descensos
Descendidos
Académica Clinceni y Gaz Metan Mediaș ambos descendidos enfrentaron serios problemas financieros la temporada pasada. Académica Clinceni fue sancionado con la resta de 30 puntos, mientras que Gaz Metan Mediaș recibió 72 puntos de sanción, terminando la temporada con –46 puntos en la clasificación. Académica Clinceni descendió luego de 3 temporadas consecutivas en la primera liga, y Gaz Metan Mediaș descendió luego de 6 temporadas consecutivas.
El tercer equipo que descendió fue el Dinamo Bucarest, que perdió en los Play-offs por la permanencia frente al Universitatea Cluj por un marcador global de 1–3. El Dinamo de Bucarest segundo equipo más laureado de Rumanía en cuanto al número de trofeos obtenidos, sufrió su primer descenso en 74 años de historia del club, siendo uno de los dos equipos que tenía este récord, siendo el otro el FCSB Steaua Bucarest.
Ascensos
Petrolul Ploiești campeón de la Liga II participará en la Liga I por primera vez desde la temporada 2015-16. El segundo ascendido fue el FC Hermannstadt que finalizó la temporada en el 2.º puesto, el club de Sibiu vuelve a la Liga I tras una temporada, luego de descender en la temporada 2020-21.
El tercer club en conseguir el ascenso fue el Universitatea Cluj, que se impuso en los Play-offs por la permanencia al Dinamo de Bucarest por un marcador global de 3–1. El equipo universitario regresa así a la Liga I después de siete años, después de perder la categoría al final de la temporada 2014-15.
| Pos. | Descendidos de la Liga I 2021-22 |
| ---- | -------------------------------- |
| 14.º | Dinamo București                 |
| 15.º | Academica Clinceni               |
| 16.º | Gaz Metan Mediaș                 |

| Pos. | Ascendidos de la Liga II 2021-22 |
| ---- | -------------------------------- |
| 1.º  | Petrolul Ploiești                |
| 2.º  | FC Hermannstadt                  |
| 3.º  | Universitatea Cluj               |

## Equipos participantes
| Club                     | Ciudad          | Estadio                          | Capacidad |
| ------------------------ | --------------- | -------------------------------- | --------- |
| FC Argeș Pitești         | Pitești         | Estadio Nicolae Dobrin           | 15.000    |
| FC Botoșani              | Botoșani        | Estadio Municipal de Botoșani    | 7.782     |
| CFR Cluj                 | Cluj-Napoca     | Estadio Dr. Constantin Rădulescu | 23.500    |
| AFC Chindia Târgoviște   | Târgoviște      | Estadio Eugen Popescu            | 8.500     |
| FCSB                     | Bucarest        | Arena Națională                  | 55.634    |
| FC Hermannstadt          | Sibiu           | Estadio Municipal de Sibiu       | 12.360    |
| CS Mioveni               | Mioveni         | Estadio Orășenesc                | 10.000    |
| FCV Farul Constanța      | Constanța       | Estadio Viitorul (Ovidiu)        | 4.554     |
| FCU Craiova 1948         | Craiova         | Estadio Ion Oblemenco            | 30.929    |
| FC Petrolul Ploiești     | Ploiești        | Estadio Ilie Oană                | 15.070    |
| Rapid Bucarest           | Bucarest        | Estadio Rapid-Giulești           | 14.047    |
| Sepsi Sfântu Gheorghe    | Sfântu Gheorghe | Stadion Sepsi OSK                | 8.400     |
| FC UTA Arad              | Arad            | Estadio Francisc von Neumann     | 8.500     |
| Universitatea Cluj       | Cluj-Napoca     | Cluj Arena                       | 30.200    |
| CS Universitatea Craiova | Craiova         | Estadio Ion Oblemenco            | 30.929    |
| FC Voluntari             | Voluntari       | Estadio Anghel Iordănescu        | 4.600     |

## Temporada regular

### Clasificación
| Pos. | Equipo                | Pts. | PJ | G  | E  | P  | GF | GC | Dif. | Clasificados     |
| ---- | --------------------- | ---- | -- | -- | -- | -- | -- | -- | ---- | ---------------- |
| 1    | Farul Constanța       | 64   | 30 | 19 | 7  | 4  | 54 | 28 | +26  | Grupo campeonato |
| 2    | CFR Cluj              | 63   | 30 | 20 | 3  | 7  | 54 | 28 | +26  | Grupo campeonato |
| 3    | FCSB                  | 57   | 30 | 17 | 6  | 7  | 51 | 35 | +16  | Grupo campeonato |
| 4    | Universitatea Craiova | 54   | 30 | 16 | 6  | 8  | 37 | 27 | +10  | Grupo campeonato |
| 5    | Rapid București       | 52   | 30 | 15 | 7  | 8  | 40 | 26 | +14  | Grupo campeonato |
| 6    | Sepsi OSK             | 42   | 30 | 11 | 9  | 10 | 47 | 30 | +17  | Grupo campeonato |
| 7    | FCU Craiova 1948      | 40   | 30 | 11 | 7  | 12 | 34 | 33 | +1   | Grupo descenso   |
| 8    | Petrolul Ploiești     | 36   | 30 | 11 | 3  | 16 | 28 | 44 | −16  | Grupo descenso   |
| 9    | FC Voluntari          | 34   | 30 | 8  | 10 | 12 | 28 | 32 | −4   | Grupo descenso   |
| 10   | Universitatea Cluj    | 34   | 30 | 8  | 10 | 12 | 25 | 37 | −12  | Grupo descenso   |
| 11   | FC Hermannstadt       | 32   | 30 | 11 | 8  | 11 | 30 | 29 | +1   | Grupo descenso   |
| 12   | Chindia Târgoviște    | 32   | 30 | 7  | 11 | 12 | 32 | 42 | −10  | Grupo descenso   |
| 13   | FC Botoșani           | 32   | 30 | 7  | 11 | 12 | 29 | 44 | −15  | Grupo descenso   |
| 14   | UTA Arad              | 27   | 30 | 6  | 9  | 15 | 29 | 41 | −12  | Grupo descenso   |
| 15   | Argeș Pitești         | 27   | 30 | 6  | 9  | 15 | 21 | 41 | −20  | Grupo descenso   |
| 16   | CS Mioveni            | 22   | 30 | 4  | 10 | 16 | 23 | 45 | −22  | Grupo descenso   |

Actualizado a los partidos jugados el 5 de marzo de 2023.
 Fuente: LPF (en rumano) Soccerway
Criterios de clasificación: Puntos • Puntos directos • Diferencia de gol directa • Goles marcados directos • Diferencia de gol • Goles marcados • Play-off.
Notas:
1. ↑  Hermannstadt se le descontaron 9 puntos por decisión de la federación

## Grupo Campeonato
| Pos. | Equipo                | Pts. | PJ | G | E | P | GF | GC | Dif. | Clasificados                                              |
| ---- | --------------------- | ---- | -- | - | - | - | -- | -- | ---- | --------------------------------------------------------- |
| 1    | Farul Constanța (C)   | 53   | 10 | 6 | 3 | 1 | 22 | 13 | +9   | Primera fase clasificatoria de la Liga de Campeones       |
| 2    | FCSB                  | 46   | 10 | 5 | 2 | 3 | 15 | 15 | 0    | Segunda fase clasificatoria de la Liga Europa Conferencia |
| 3    | CFR Cluj              | 42   | 10 | 2 | 4 | 4 | 11 | 14 | −3   | Clasificado a los play-offs para competición europea      |
| 4    | Universitatea Craiova | 40   | 10 | 3 | 4 | 3 | 15 | 14 | +1   |                                                           |
| 5    | Rapid București       | 38   | 10 | 3 | 3 | 4 | 17 | 20 | −3   |                                                           |
| 6    | Sepsi OSK             | 29   | 10 | 2 | 2 | 6 | 10 | 14 | −4   | Segunda fase clasificatoria de la Liga Europa Conferencia |

Actualizado a los partidos jugados el 22 de mayo de 2023.
 Fuente: LPF (en rumano) Soccerway
Criterios de clasificación: Puntos • Puntos directos • Diferencia de gol directa • Goles marcados directos • Diferencia de gol • Goles marcados • Play-off.
Notas:
1. ↑  Sepsi OSK se clasificó a la Liga Europa Conferencia por ser el campeón de la Copa de Rumania 2022-23.

## Grupo Descenso
| Pos. | Equipo                 | Pts. | PJ | G | E | P | GF | GC | Dif. | Clasificados                                         |
| ---- | ---------------------- | ---- | -- | - | - | - | -- | -- | ---- | ---------------------------------------------------- |
| 1    | FCU Craiova 1948       | 36   | 9  | 4 | 4 | 1 | 13 | 7  | +6   | Clasificado a los play-offs para competición europea |
| 2    | FC Voluntari           | 34   | 9  | 4 | 5 | 0 | 17 | 11 | +6   | Clasificado a los play-offs para competición europea |
| 3    | Petrolul Ploiești      | 34   | 9  | 5 | 1 | 3 | 9  | 9  | 0    |                                                      |
| 4    | Universitatea Cluj     | 33   | 9  | 5 | 1 | 3 | 12 | 9  | +3   |                                                      |
| 5    | FC Botoșani            | 31   | 9  | 4 | 3 | 2 | 10 | 5  | +5   |                                                      |
| 6    | FC Hermannstadt        | 31   | 9  | 4 | 3 | 2 | 10 | 7  | +3   |                                                      |
| 7    | UTA Arad               | 26   | 9  | 3 | 3 | 3 | 10 | 9  | +1   | Clasificado a los play-offs de descenso              |
| 8    | Argeș Pitești          | 24   | 9  | 3 | 1 | 5 | 10 | 11 | −1   | Clasificado a los play-offs de descenso              |
| 9    | Chindia Târgoviște (D) | 23   | 9  | 2 | 1 | 6 | 7  | 12 | −5   | Descendido a la Liga II                              |
| 10   | CS Mioveni (D)         | 11   | 9  | 0 | 0 | 9 | 1  | 19 | −18  | Descendido a la Liga II                              |

Actualizado a los partidos jugados el 20 de mayo de 2023.
 Fuente: LPF (en rumano) Soccerway
Criterios de clasificación: Puntos • Puntos directos • Diferencia de gol directa • Goles marcados directos • Diferencia de gol • Goles marcados • Play-off.

## Play-off para competición europea

### Play-off semifinal
| 26 de mayo de 2023 | FCU Craiova 1948                                      | 3:3 (t. s.)(5-4 p.)        | FC Voluntari                                                | Estadio Ion Oblemenco, Craiova |                            |
| 20:00              | - Chițu 36', 63' - Baeten 60'                         | Reporte                    | - 78' Aliji - 85' (pen.) Sigurjónsson - 90+7' Dumiter       | Árbitro(s): Horațiu Feșnic     | Árbitro(s): Horațiu Feșnic |
|                    |                                                       | Tiros desde el punto penal |                                                             |                                |                            |
|                    | - Duarte - Baeten - Asamoah - Sidibe - Zanfir - Ganea |                            | - Sigurjónsson - Radut - Armas - Matricardi - Dumiter - Paz |                                |                            |

### Play-off final
| 1 de junio de 2023 | CFR Cluj       | 1-0 | FCU Craiova 1948 | Estadio Dr. Constantin Rădulescu, Cluj-Napoca |  |
| 20:30              | Denis Kolinger |     |                  |                                               |  |

## Play-offs por la permanencia
Los equipos clasificados 13.° y 14.° de la Liga I se enfrentan al equipo clasificado 3.° y 4.° de la Liga II.
| Equipo 1         | Agr. | Equipo 2 | Ida | Vuelta |
| ---------------- | ---- | -------- | --- | ------ |
| Gloria Buzău     | 1–5  | UTA Arad | 0–0 | 1–5    |
| Dinamo București | 8–5  | FC Argeș | 6–1 | 2–4    |

| 28 de mayo de 2023 | FC Gloria Buzău | 0:0     | UTA Arad | Estadio Municipal, Buzău |  |
| 14:00              |                 | Reporte |          |                          |  |

| 4 de junio de 2023 | UTA Arad | 5:1     | FC Gloria Buzău | Estadio Francisc von Neumann, Arad |  |
| 20:00              |          | Reporte |                 |                                    |  |

- UTA Arad se mantiene en la máxima categoría.
| 29 de mayo de 2023 | Dinamo București                                                      | 6:1 (4:0) | Argeș Pitești | Național Bucarest Arena, Bucarest |  |
| 21:00              | - Bena 15' - Larrucea 24' - Pop 28' - Ghezali 40', 62' - Iglesias 56' | Reporte   | - 55' Zebić   |                                   |  |

| 3 de junio de 2023 | Argeș Pitești | 4:2     | Dinamo București | Estadio Nicolae Dobrin, Pitești |  |
| 21:00              |               | Reporte |                  |                                 |  |

- Dinamo București asciende a la Liga I 2023-24.

## Goleadores
| Rank | Jugador            | Club                    | Goles |
| ---- | ------------------ | ----------------------- | ----- |
| 1    | Marko Dugandžić    | Rapid București         | 22    |
| 2    | Andrea Compagno    | FCSB / FCU Craiova 1948 | 20    |
| 3    | Sebastian Mailat   | FC Botoșani             | 16    |
| 4    | Denis Alibec       | FCV Farul Constanța     | 14    |
| 4    | Andrei Ivan        | Universitatea Craiova   | 14    |
| 4    | Daniel Paraschiv   | FC Hermannstadt         | 14    |
| 7    | Paul-Arnold Garita | Argeș Pitești           | 12    |
| 8    | Vitalie Damașcan   | FC Voluntari            | 11    |
| 8    | Rangelo Janga      | CFR Cluj                | 11    |
| 8    | Alexandru Tudorie  | Sepsi Sfântu Gheorghe   | 11    |